# Drumettaz-Clarafond
Drumettaz-Clarafond è un comune francese di 2 433 abitanti situato nel dipartimento della Savoia della regione dell'Alvernia-Rodano-Alpi.

## Società

### Evoluzione demografica
Abitanti censiti